# Heinkel He 270
L'Heinkel He 270 era un bombardiere-ricognitore monomotore ad ala bassa a W sviluppato dall'azienda tedesca Ernst Heinkel Flugzeugwerke nella seconda parte degli anni trenta e rimasto allo stadio di prototipo.
Evoluzione del precedente Heinkel He 70 "Blitz", se ne distingueva essenzialmente per la diversa e più potente motorizzazione, tuttavia a causa delle prestazioni considerate non soddisfacenti il suo sviluppo venne interrotto rimanendo l'unico esemplare costruito.

## Storia del progetto
Nell'ambito di un programma di sviluppo migliorativo dei modelli già in produzione la Heinkel Flugzeugwerke decise di avviare la costruzione di un nuovo modello ricavato dall'abbinamento della cellula dell'He 70 con un motore aeronautico dalla maggior potenza disponibile, il Daimler-Benz DB 601, al fine di aumentarne le prestazioni generali.
Il progetto, al quale venne assegnata la designazione He 270 in base alle convenzioni Reichsluftfahrtministerium (RLM), riproponeva quindi l'aspetto generale del suo predecessore, un monomotore monoplano caratterizzato dall'ala a pianta ellittica.
Il prototipo He 270 V1, W. Nr. 1973, venne completato nel 1938 ed immatricolato con marche civili D-OEHF, quindi portato in volo per la prima volta nel corso dello stesso anno. Durante le susseguenti prove tuttavia le prestazioni espresse risultarono inferiori alle aspettative per cui venne deciso di abbandonarne lo sviluppo e di sospendere la ricerca su qualsiasi velivolo derivato dal He 70.